# Dronken Silenus
Dronken Silenus is een schilderij van José de Ribera uit 1626. Het wordt beschouwd als een meesterwerk uit de periode waarin de kunstenaar sterk onder invloed stond van de schilderstijl van Caravaggio. Het schilderij maakt deel uit van de collectie van het Museo di Capodimonte in Napels. 

## Voorstelling
Dronken Silenus is een complex schilderij, waarvoor geen eenduidige interpretatie te geven is. Silenus, metgezel en leermeester van de wijngod Bacchus, neemt op het doek een centrale plaats in. Ribera gaf hem weer als een corpulente oudere man gelegen op een kleed, terwijl hij een beker omhoog houdt die een personage achter hem vult met wijn uit een zak op zijn rug. Silenus is in dik impasto geschilderd, waarbij een donkere lijn om zijn lichaam het realistische effect nog versterkt.
In de antieke traditie wordt Silenus ook in verband gebracht met Socrates, omdat hij in zijn benevelde toestand over profetische gaven en wijsheid zou beschikken. De slang in de hoek linksonder is hier mogelijk een verwijzing naar. Op het briefje in zijn bek signeerde de schilder zijn werk. Voor het overige laat Ribera deze interpretatie links liggen en drijft de spot met Silenus' dronkenschap.
In sommige mythen geldt Pan als de vader van Silenus. Op Ribera's schilderij is Pan rechtsboven te zien, te herkennen aan zijn geitenhorens en gepunte oren. Daaronder zijn nog drie attributen te zien van deze god: een schildpad, symbool van luiheid en een herdersstaf en een schelp die zijn dood aankondigt.
De hele voorstelling zou de kroning van Silenus door Pan kunnen weergeven. Het fraaie gelaat rechtsboven zou dan aan Apollo toebehoren, die vaak in verband werd gebracht met Bacchus en Silenus. In een andere interpretatie stelt deze figuur Priapus voor, die 's nachts tijdens een bacchanaal probeerde om de nimf Lotis te overweldigen. Hij slaagde niet in deze opzet, omdat een ezel luid begon te balken en iedereen wakker maakte. Hoewel linksboven inderdaad een ezel te zien is, ontbreekt elke verdere verwijzing naar het verhaal.

## Herkomst
- tot 1653: in bezit van de schilder Giacomo de Castro uit Napels.
- 1653: gekocht door de Vlaamse koopman en kunstverzamelaar Gaspar Roomer, die in Napels woonde.
- 1674: nagelaten aan Ferdinand Van den Einden, zoon van een zakenpartner van Roomer in Napels.
- voor 1688: nagelaten aan zijn dochter Giovanna. Zij was getrouwd met Giuliano Colonna.
- eind 18e eeuw: het schilderij is onderdeel van de kunstcollectie van de Bourbons.

## Afbeeldingen

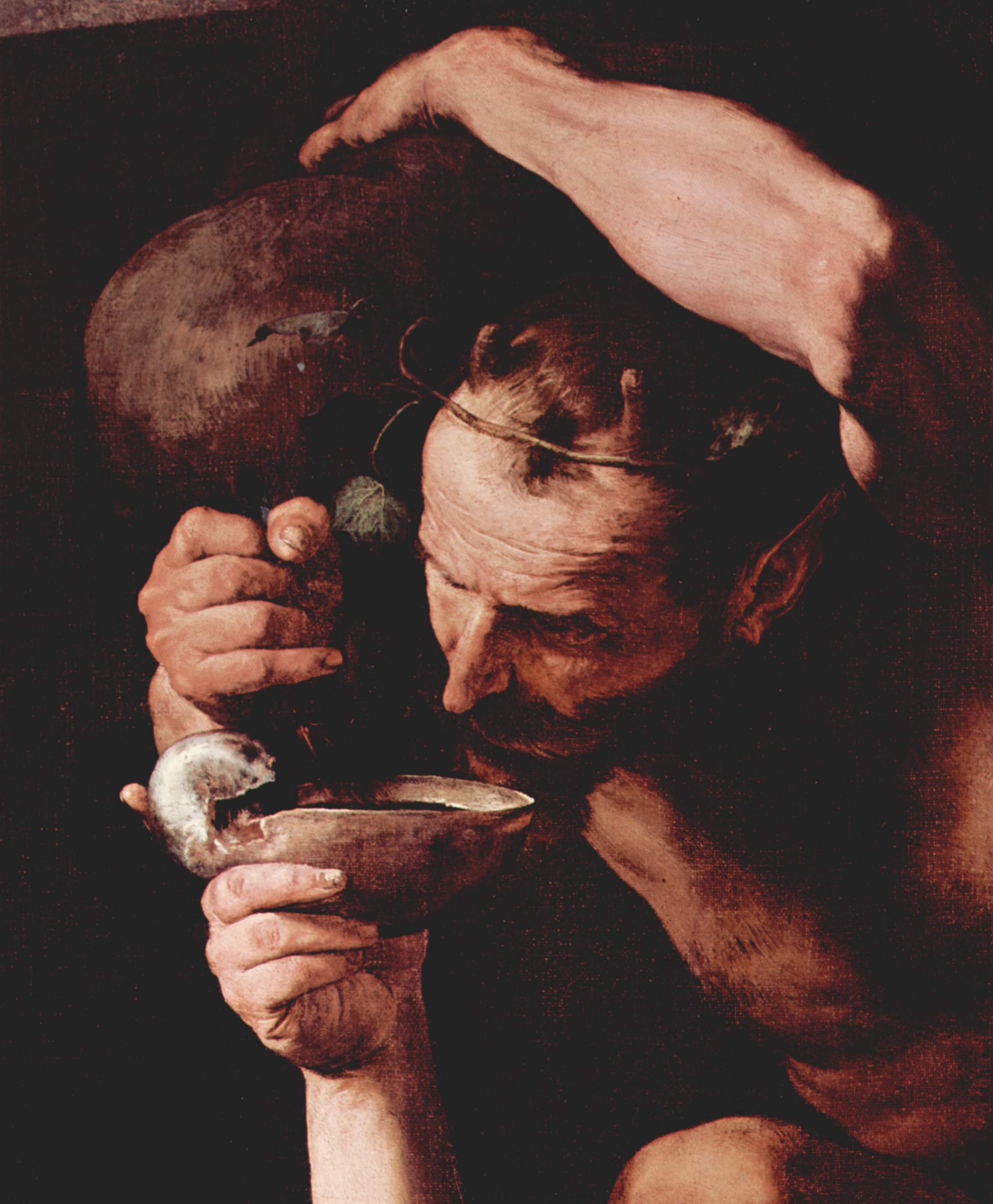
detail
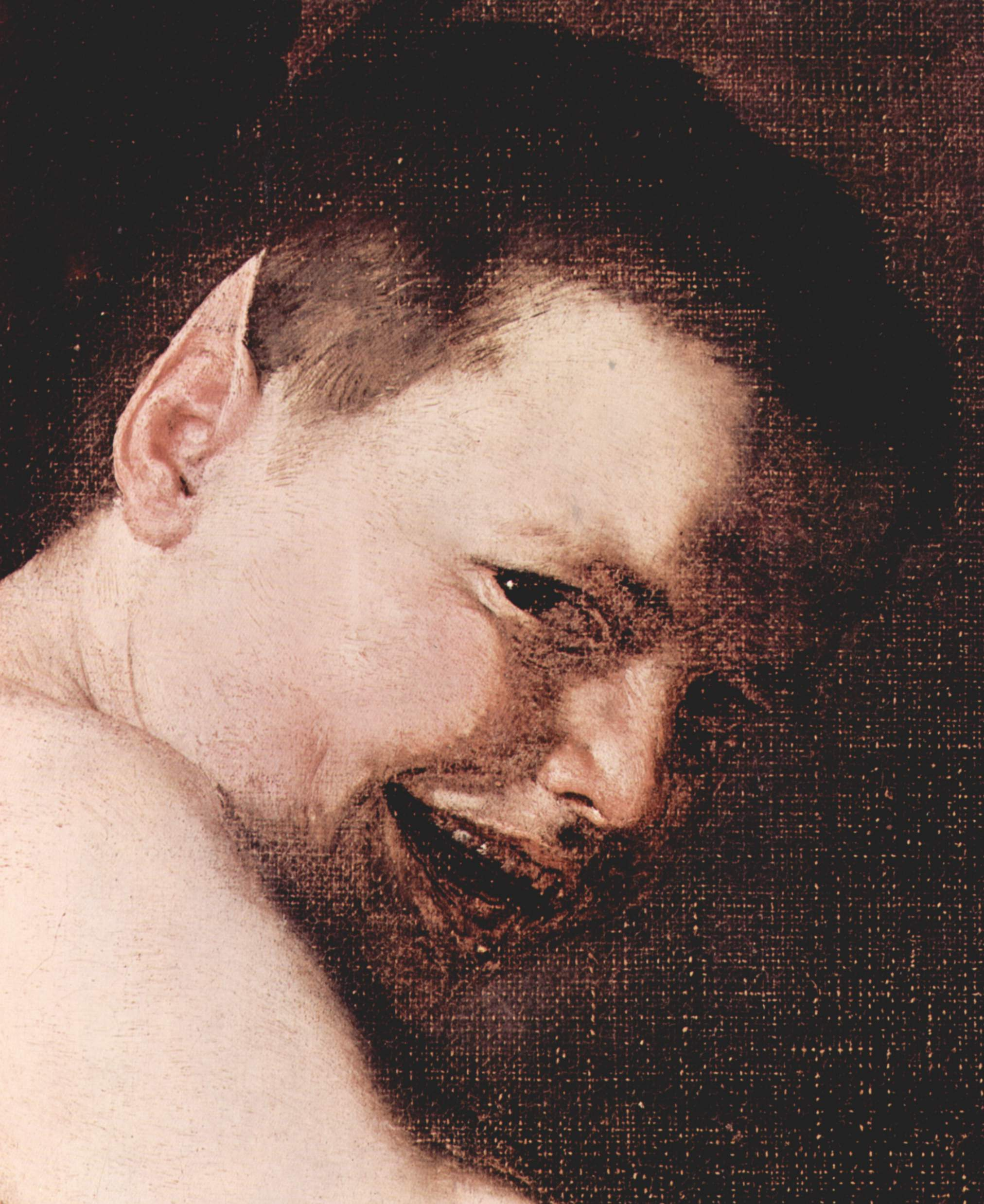
detail